# Serbia marittima
Serbia marittima è un territorio storico della Dalmazia, che durante il periodo medievale faceva parte delle terre serbe. 